# Cerium-143
Cerium-143 of 143Ce is een onstabiele radioactieve isotoop van cerium, een lanthanide. De isotoop komt van nature niet op Aarde voor.
Cerium-143 ontstaat onder meer bij het radioactief verval van lanthaan-143.
{\displaystyle {\ce {{^{143}_{57}La}->{^{143}_{58}Ce}+{e^{-}}+{\bar {\nu }}_{e}}}}

## Radioactief verval
Cerium-143 vervalt door β−-verval naar de radio-isotoop praseodymium-143:
{\displaystyle {\ce {{^{143}_{58}Ce}->{^{143}_{59}Pr}+{e^{-}}+{\bar {\nu }}_{e}}}}
De halveringstijd bedraagt 1,37 dagen.
119Ce · 120Ce · 121Ce · 122Ce · 123Ce · 124Ce · 125Ce · 126Ce · 127Ce · 128Ce · 129Ce · 130Ce · 130mCe · 131Ce · 131mCe · 132Ce · 132mCe · 133Ce · 133mCe · 134Ce · 135Ce · 135mCe · 136Ce · 136mCe · 137Ce · 137mCe · 138Ce · 138mCe · 139Ce · 139mCe · 140Ce · 140mCe · 141Ce · 142Ce · 143Ce · 144Ce · 145Ce · 146Ce · 147Ce · 148Ce · 149Ce · 150Ce · 151Ce · 152Ce · 153Ce · 154Ce · 155Ce · 156Ce · 157Ce · 158Ce